# Piobesi d’Alba
Piobesi d’Alba (piemontiul: Piobs vagy Pióbes) település Olaszországban, Piemont régióban, Cuneo megyében. Lakosainak száma 1416 fő (2023. január 1.). Piobesi d’Alba Alba, Corneliano d’Alba és Guarene községekkel határos.

## Népesség
A település lakossága az elmúlt években az alábbi módon változott:
| Lakosok száma | 1325 | 1344 | 1416 |
|               | 2017 | 2018 | 2023 |